# Bisceglie
Bisceglie is een Italiaanse stad in de regio Apulië, in de nieuwe provincie Barletta-Andria-Trani. Deze plaats aan de Adriatische Zee is al zeer lang bewoond. Rondom de stad zijn veel dolmens te vinden. De grootste, Chianca, heeft een deksteen van 2,5 bij 4 meter. Bisceglie is de geboorteplaats van de Italiaanse gitarist en componist Mauro Giuliani (1781-1829).
Het oude centrum van de stad wordt omgeven door moderne wijken en industrie. De belangrijkste monumenten van de stad zijn de Torre Normanna en de Normandische kathedraal uit 1295.
De plaatselijke economie draait voornamelijk op de visserij en landbouw. Rondom de stad worden veel olijven, druiven, kersen en amandelen verbouwd. Bisceglie is uitgerust met een ruime pittoreske vissershaven.

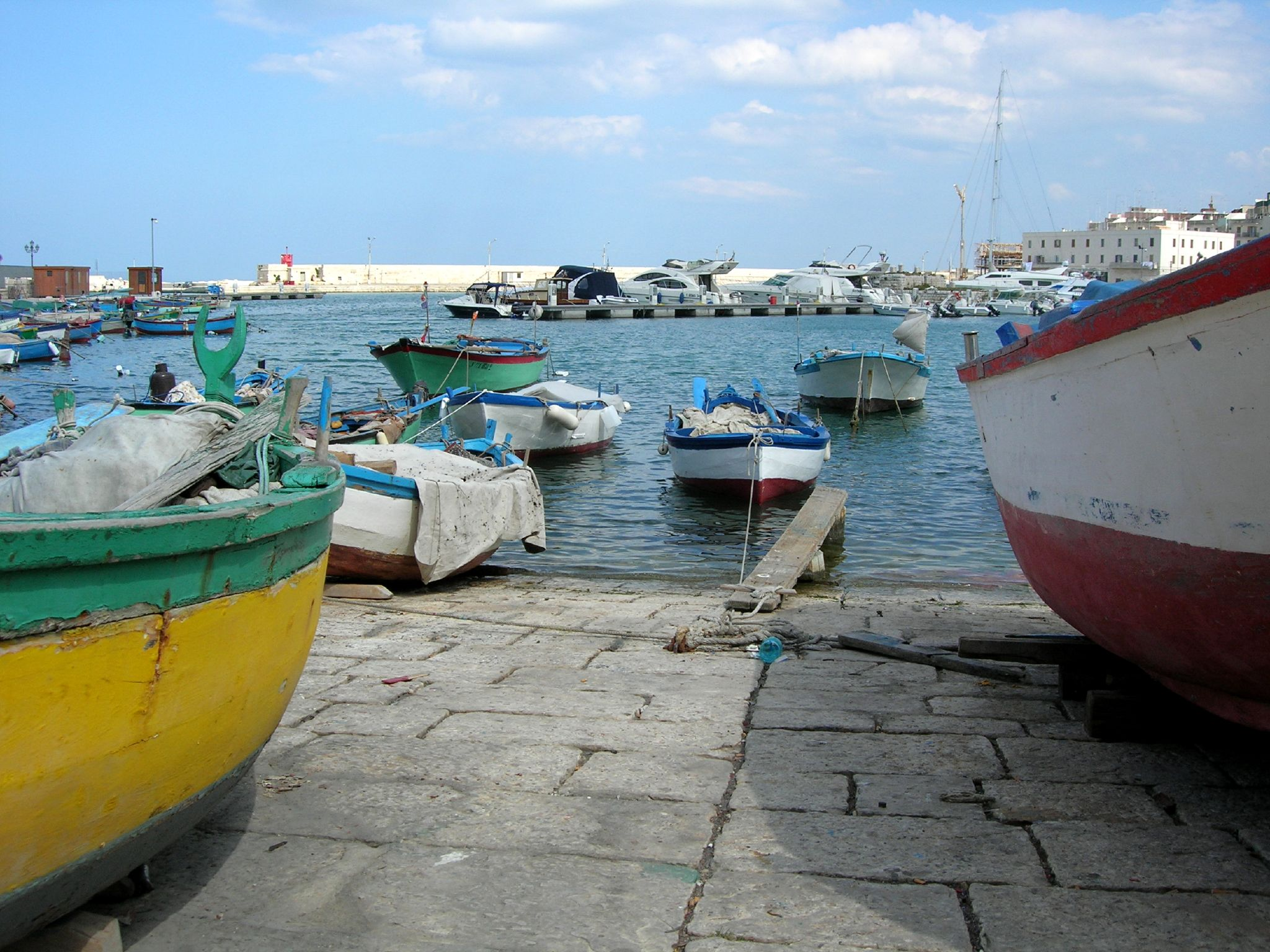
Haven van Bisceglie